# Olympische Jugend-Sommerspiele 2018/Teilnehmer (Argentinien)
| Gelbes Symbol für Goldmedaillen mit stilisierten Olympischen Ringen | Graues Symbol für Silbermedaillen mit stilisierten Olympischen Ringen | Braundes Symbol für Bronzemedaillen mit stilisierten Olympischen Ringen |
| ------------------------------------------------------------------- | --------------------------------------------------------------------- | ----------------------------------------------------------------------- |
| 11                                                                  | 6                                                                     | 9                                                                       |

Argentinien war Gastgeber der III. Olympischen Jugend-Sommerspiele vom 6. bis 18. Oktober 2018 in Buenos Aires. Die Mannschaft des Gastgebers bestand aus 142 Athleten.

## Athleten nach Sportarten

### Badminton
Jungen
- Mateo Delmastro
Einzel: 25. Platz
Mixed: 5. Platz (im Team Delta)

### Basketball
| Mädchen - 3x3: 6. Platz - Sol Castro - Sofía Acevedo Shoot-out: Bronze - Florencia Chagas Shoot-out: 19. Platz - Victoria Gauna | Jungen - 3x3: Gold - Juan Hierrezuelo - Fausto Ruesga Dunk: Gold - Juan Esteban de la Fuente - Marco Giordano |

### Beachhandball
| Mädchen - Gold - Lucila Balsas - Caterina Benedetti - Fiorella Corimberto - Belén Aizen - Carolina Ponce - Zoe Turnes - Gisella Bonomi - Jimena Riadigos - Rosario Soto | Jungen - Bronze - Nahuel Pérez - José Basualdo - Francisco Daudinot - Nicolás Diéguez - Eliaán Goux - Nicolás Millet - Alejo Novillo - Tomás Páez - Julián Santos |

### Beachvolleyball
| Mädchen - Delfina Villar - Brenda Churin 9. Platz | Jungen - Mauro Zelayeta - Bautista Amieva Bronze |

### Bogenschießen
Mädchen
- Agustina Giannasio
Einzel: 17. Platz
Mixed: Silber  (mit Aitthiwat Soithong  Thailand)

### Boxen
| Mädchen - Oriana Saputo Leichtgewicht: Bronze | Jungen - Mirco Cuello Bantamgewicht: Bronze - Brian Arregui Weltergewicht: Gold |

### Breakdance
| Mädchen - Iris Valeria González „Vale“ Einzel: 9. Platz Mixed: 11. Platz (mit Piotr Winiarski „Axel“ Polen) | Jungen - Mariano Ángel Carvajal Matus „Broly“ Einzel: 6. Platz Mixed: Silber (mit Alessandra Cortesia „Lexy“ Italien) |

### Fechten
Jungen
- Ignacio Pérez
Degen Einzel: 11. Platz
- Matías Ríos
Säbel Einzel: 11. Platz

### Futsal
Jungen
- 4. Platz
- Franco Pezzenati
- Nahuel Urriza
- Alan de Candia
- Christian Vargas
- Facundo Gassmann
- Joaquín Hernández
- Ezequiel Ramírez
- Mathias Coronel
- Santiago Rufino
- Agustín Raggiati

### Gewichtheben
| Mädchen - María Luz Casadevall Schwergewicht: 4. Platz | Jungen - Jonatan Leyes Bantamgewicht: 4. Platz |

### Golf
| Mädchen - Ela Anacona Einzel: 5. Platz Mixed: Bronze | Jungen - Mateo Fernández Einzel: 11. Platz Mixed: Bronze |

### Hockey
| Mädchen - Gold - Lourdes Pérez - Josefina Rubenacker - Brisa Bruggesser - María Cerúndolo - Celina di Santo - Victoria Miranda - Gianella Pallet - Sofía Ramallo - Azul Iritxity | Jungen - Bronze - Nehuen Hernando - Facundo Zárate - Ignacio Ibarra - Gaspar Garrone - Tadeo Marcucci - Santiago Micaz - Facundo Sarto - Lisandro Zago - Agustín Cabaña |

### Inline-Speedskating
| Mädchen - Fernanda Illanes Kombination: 10. Platz | Jungen - Nahuel Schelling Kombination: 5. Platz |

### Judo
| Mädchen - Mikaela Rojas Klasse bis 44 kg: 5. Platz Mixed: 9. Platz (im Team Barcelona) | Jungen - Joaquín Burgos Klasse bis 100 kg: 7. Platz Mixed: 5. Platz (im Team Nanjing) |

### Kanu
| Mädchen - Rebeca D'Estéfano Kajak-Einer Sprint: 5. Platz Kajak-Einer Slalom: DNF | Jungen - Valentín Rossi Kajak-Einer Sprint: Bronze Kajak-Einer Slalom: 5. Platz - Joaquín Lukac Kanu-Einer Slalom: 9. Platz Kanu-Einer Sprint: 11. Platz |

### Karate
Jungen
- Rodrigo Tello
Kumite bis 61 kg: 7. Platz
- Juan Salsench
Kumite bis 68 kg: 7. Platz

### Leichtathletik
Jungen
- Pedro Garrido
400 m Hürden: 5. Platz
- Pablo Zaffaroni
Stabhochsprung: 14. Platz
- Luciano Méndez
Dreisprung: 13. Platz
- Nazareno Sasia
Kugelstoßen: Gold
- Lázaro Bonora
Diskuswurf: 7. Platz
- Julio Nobile
Hammerwurf: 8. Platz
- Gustavo Osorio
Speerwurf: Silber

### Moderner Fünfkampf
| Mädchen - Martina Armanazqui Einzel: 10. Platz Mixed: 9. Platz (mit Alex Vasilianov Moldau) | Jungen - Franco Serrano Einzel: 15. Platz Mixed: Silber (mit Salma Abdelmaksoud Ägypten) |

### Radsport
| Mädchen - Daniela Muñoz - Camila Samsó Kombination Straße: 16. Platz - Agustina Roth Kombination BMX Mixed: Gold | Jungen - Agustín Durán - Yoel Vargas Kombination Straße: 8. Platz - Iñaki Iriartes Kombination BMX Mixed: Gold |

### Reiten
- Richard Kierkegaard
Springen Einzel: 5. Platz
Springen Mannschaft: 4. Platz (im Team Südamerika)

### Ringen
| Mädchen - Linda Machuca Freistil bis 73 kg: Silber | Jungen - Eduardo Lovera Griechisch-Römisch bis 51 kg: 4. Platz - Hernán Almendra Freistil bis 55 kg: Silber |

### Rudern
| Mädchen - María Sol Ordás Einer: Gold | Jungen - Felipe Modarelli - Tomás Herrera Zweier: Bronze |

### Rugby
Jungen
- Gold
- Juan González
- Bautista Pedemonte
- Matteo Graziano
- Lucio Cinti
- Ramiro Costa
- Tomás Vanni
- Julián Hernández
- Nicolás Roger
- Marcos Eliçagaray
- Ignacio Mendy
- Julián Quetglas
- Marcos Moneta

### Schießen
| Mädchen - Alliana Volkart Luftgewehr 10 m: 13. Platz Mixed: 6. Platz (mit Amirsiyavash Zolfagharian Iran) | Jungen - Facundo Firmapaz Luftgewehr 10 m: 12. Platz Mixed: Bronze (mit Viivi Kemppi Finnland) |

### Schwimmen
| Mädchen - Julieta Lema 50 m Freistil: 11. Platz 100 m Freistil: 19. Platz 50 m Schmetterling: 11. Platz 4 × 100 m Freistil Mixed: 15. Platz 4 × 100 m Lagen Mixed: 19. Platz - Delfina Pignatiello 400 m Freistil: Silber 800 m Freistil: Silber - Delfina Dini 400 m Freistil: 8. Platz 800 m Freistil: 4. Platz 4 × 100 m Freistil Mixed: 15. Platz - María Alborzen 100 m Brust: 29. Platz 200 m Brust: 10. Platz 200 m Lagen: 20. Platz 4 × 100 m Lagen Mixed: 19. Platz | Jungen - Juan Méndez 200 m Rücken: 10. Platz 4 × 100 m Freistil Mixed: 15. Platz 4 × 100 m Lagen Mixed: 19. Platz - Joaquín González 200 m Schmetterling: 33. Platz 200 m Lagen: 14. Platz 4 × 100 m Freistil Mixed: 15. Platz 4 × 100 m Lagen Mixed: 19. Platz |

### Segeln
| Mädchen - Celina Saubidet Windsurfen: 6. Platz - Ona Romani Kiteboarding: 5. Platz - Teresa Romairone Nacra 15 Mixed: Gold | Jungen - Belisario Kopp Windsurfen: 12. Platz - Gerónimo Lutteral Kiteboarding: 8. Platz - Dante Cittadini Nacra 15 Mixed: Gold |

### Sportklettern
Mädchen
- Valentina Aguado
Kombination: 9. Platz

### Taekwondo
| Mädchen - Milagros Cali Klasse bis 44 kg: 5. Platz | Jungen - José Acuña Klasse bis 55 kg: 5. Platz - Ramiro Ravachino Klasse bis 63 kg: 5. Platz |

### Tennis
| Mädchen - María Carlé Einzel: 1. Runde Doppel: 4. Platz (mit Camila Osorio Kolumbien) Mixed: Achtelfinale | Jungen - Facundo Díaz Acosta Einzel: Silber Doppel: Gold Mixed: 1. Runde (mit Francesca Curmi Malta) - Sebastián Báez Einzel: Viertelfinale Doppel: Gold Mixed: Achtelfinale |

### Tischtennis
Jungen
- Martín Bentancor
Einzel: 25. Platz
Mixed: 17. Platz (mit Andrea Pavlović  Kroatien)
- Santiago Lorenzo
Mixed: 25. Platz (mit Chiara Morri  San Marino)

### Triathlon
Mädchen
- Delfina Orlandini
Einzel: 21. Platz
Mixed: 7. Platz (im Team Amerika 3)

### Turnen

#### Gymnastik
| Mädchen - Olivia Araujo Einzelmehrkampf: DNF Boden: 21. Platz Pferd: 35. Platz Stufenbarren: DNS Schwebebalken: DNS Mixed: 12. Platz (im Team Hellgrün) | Jungen - Fernando Espíndola Einzelmehrkampf: 29. Platz Boden: 30. Platz Pferd: DNS Barren: 21. Platz Reck: 27. Platz Ringe: 20. Platz Seitpferd: 29. Platz Mixed: Silber (im Team Grün) |

#### Trampolinturnen
Jungen
- Santiago Escallier
Einzel: 9. Platz
Mixed: Bronze  (im Team Schwarz)

#### Rhythmische Sportgymnastik
Mädchen
- Celeste D’Arcangelo
Einzel: 29. Platz
Mixed: 4. Platz (im Team Grau)